# Over the Future
"Over the Future" (estilizado como "Over The Future") é o primeiro single do grupo Idol Japonês Karen Girl's.

## Faixas

### Edição regular "CD only"
1. "Over The Future"
2. "Over The Future (Catastrophe mix)"
3. "Over The Future (Light Speed mix)"
4. "Over The Future (Untouchable mix)"
5. "Over The Future (instrumental)"

### Edição limitada "CD+DVD)
CD
Mesmas faixas da Edição Regular.
DVD
1. "Over The Future (PV)"

## Desempenho nas paradas musicais
| Tabela                      | Melhor posição | Semanas na tabela |
| --------------------------- | -------------- | ----------------- |
| Oricon Weekly Singles Chart | 17             | 11                |